# Carnavalul Însângerat
Carnavalul Însângerat (în maghiară Véres farsang) a fost suprimarea unei răscoale a secuilor în februarie 1596, înaintea Postului Mare.
În septembrie 1595 armatele turce au atacat Țara Românească. Principele Sigismund Báthory s-a deplasat în ajutorul voievodului Mihai Viteazul în fruntea unei armate de aproximativ 20.000 de soldați, din care 8.000 de secui. Armatele aliate au învins în Bătălia de la Giurgiu.
La începutul anului 1596 conducătorii Secuimii, care și-au asumat un rol decisiv în victoria de la Giurgiu, au început o revoltă armată din cauza promisiunilor neîndeplinite, în special deoarece proprietarii secui nu au fost dispuși să-și îndeplinească promisiunea princiară, aceea de a își elibera iobagii care se întorseseră din campanie. Răscoala, condusă de Ștefan Bocskai, a fost zdrobită fără milă de nobilime în timpul „carnavalului însângerat”, numit astfel întrucât răscoala a fost suprimată prin execuții în masă.